# Torneo Clausura 2024 Femenina de Costa Rica
El Torneo Clausura 2024 Femenina de Costa Rica fue la 29ª edición de la Primera División Femenina de Costa Rica, denominada Liga Promerica por motivos de patrocinio. El torneo lo organiza la Unión Femenina de Fútbol de Costa Rica (UNIFFUT).
Antes del inicio del campeonato, el 22 de julio de 2024, el equipo Desamparados PZ, comunicó por redes sociales la obtención de la franquicia Municipal Pérez Zeledón.

## Sistema de competición
El torneo de la Primera División Femenina, está conformado en dos partes:
- Fase de clasificación: Se integra por las 14 jornadas del torneo.
- Fase final: Se integra por los partidos de semifinal y final.

### Fase de clasificación
En la fase de clasificación se observa el sistema de puntos. La ubicación en la tabla general, está sujeta a las siguientes condiciones:
- Por juego ganado se obtendrán tres puntos.
- Por juego empatado se obtendrá un punto.
- Por juego perdido no se otorgan puntos.

En esta fase participan los 8 clubes de la Primera División Femenina jugando en cada torneo todos contra todos durante las 14 jornadas respectivas, a visita recíproca.
El orden de los clubes al final de la fase de clasificación del torneo corresponderá a la suma de los puntos obtenidos por cada uno de ellos y se presentará en forma descendente. Si al finalizar las 14 jornadas del torneo, dos o más clubes estuviesen empatados en puntos, su posición en la tabla general será determinada atendiendo a los siguientes criterios de desempate:
1. Mayor diferencia positiva general de goles. Este resultado se obtiene mediante la sumatoria de los goles anotados a todos los rivales, en cada campeonato menos los goles recibidos de estos.
2. Mayor cantidad de goles a favor, anotados a todos los rivales dentro de la misma competencia.
3. Mejor puntuación particular que hayan conseguido en las confrontaciones particulares entre ellos mismos.
4. Mayor diferencia positiva particular de goles, la cual se obtiene sumando los goles de los equipos empatados y restándole los goles recibidos.
5. Mayor cantidad de goles a favor que hayan conseguido en las confrontaciones entre ellos mismos.
6. Como última alternativa, la UNIFFUT realizaría un sorteo para el desempate.

Para determinar los lugares que ocuparán los clubes que participen en la fase final del torneo se tomará como base la tabla de clasificación de cada competición.
Participan por el título de campeón los cuatro primeros clubes de la tabla general de clasificación al término de las 14 jornadas.

### Fase final
Los cuatro clubes calificados para esta fase del torneo serán reubicados de acuerdo con el lugar que ocupen en la tabla general al término de la jornada 14, con el puesto del número uno al club mejor clasificado, y así hasta el número cuatro. Los partidos a esta fase se desarrollarán a visita, en las siguientes etapas:
- Semifinales
- Final

Los clubes vencedores en los partidos de semifinal serán aquellos que en los dos juegos anoten el mayor número de goles. De existir empate en el número de goles anotados, se darán los lanzamientos desde el punto de penal para definir al vencedor.
Los partidos de semifinales se jugarán de la siguiente manera:
En la final participarán los dos clubes vencedores de las semifinales, donde el equipo que cierra la serie será aquel que haya conseguido la mejor posición en la tabla.

## Equipos participantes

### Equipos por provincia
| Provincia  | N.º | Equipos                                                            |
| ---------- | --- | ------------------------------------------------------------------ |
| San José   | 4   | Dimas Escazú, Deportivo Saprissa, Sporting F. C. y Desamparados PZ |
| Limón      | 2   | Municipal Pococí y Puerto Viejo F. C.                              |
| Alajuela   | 1   | L. D. Alajuelense                                                  |
| Guanacaste | 1   | Tsunami Azul                                                       |

#### Información de los equipos
| Equipo             | Ciudad                   | Entrenador        | Estadio           | Aforo  |
| ------------------ | ------------------------ | ----------------- | ----------------- | ------ |
| L. D. Alajuelense  | Alajuela                 | Wilmer López      | Morera Soto       | 17,895 |
| Deportivo Saprissa | Tibás                    | Roy Myers         | Ricardo Saprissa  | 23,112 |
| Sporting F. C.     | Pavas                    | Juan Pablo Guzmán | Ernesto Rohrmoser | 3,000  |
| Municipal Pococí   | Guápiles                 | Rudy Rubí         | Ebal Rodríguez    | 3,300  |
| Desamparados PZ    | San Isidro de El General | Carlos Arias      | "Cuty" Monge      | 5,500  |
| Puerto Viejo F. C. | Puerto Viejo             | Carlos Avedissian | Puerto Viejo      | 1,000  |
| Tsunami Azul       | Santa Cruz               | Danilo Campos     | Cacique Diría     | 1,500  |
| Dimas Escazú       | Escazú                   | Geovanni Vargas   | Nicolás Masís     | 4,500  |

#### Relevo de entrenadores
| Equipo             | Entrenador        | Fecha de vacante | Tipo de despido      | Posición en la tabla | Entrenador entrante | Fecha de nombramiento |
| ------------------ | ----------------- | ---------------- | -------------------- | -------------------- | ------------------- | --------------------- |
| Tsunami Azul       | Jeremy Noguera    | 2 de octubre     | Recisión de contrato | 7.°                  | Danilo Campos       | 2 de octubre          |
| Deportivo Saprissa | Adalberto Sánchez | 10 de octubre    | Recisión de contrato | 4.°                  | Roy Myers           | 10 de octubre         |

## Tabla de posiciones
| Pos. | Equipo             | Pts. | PJ | G  | E | P  | GF | GC  | Dif. | Clasificación |
| ---- | ------------------ | ---- | -- | -- | - | -- | -- | --- | ---- | ------------- |
| 1    | L. D. Alajuelense  | 31   | 14 | 10 | 1 | 3  | 43 | 13  | +30  | Semifinales   |
| 2    | Sporting F. C.     | 28   | 14 | 9  | 1 | 4  | 49 | 21  | +28  | Semifinales   |
| 3    | Puerto Viejo F. C. | 26   | 14 | 7  | 5 | 2  | 42 | 17  | +25  | Semifinales   |
| 4    | Deportivo Saprissa | 25   | 14 | 7  | 4 | 3  | 42 | 16  | +26  | Semifinales   |
| 5    | Dimas Escazú       | 24   | 14 | 7  | 3 | 4  | 37 | 18  | +19  |               |
| 6    | Municipal Pococí   | 15   | 14 | 4  | 3 | 7  | 25 | 26  | −1   |               |
| 7    | Tsunami Azul       | 6    | 13 | 1  | 3 | 9  | 9  | 35  | −26  |               |
| 8    | Desamparados PZ    | 0    | 13 | 0  | 0 | 13 | 0  | 101 | −101 | Último lugar  |

 Fuente: UNIFFUT

### Evolución
| Jornada            | 1 | 2 | 3 | 4 | 5 | 6 | 7 | 8 | 9 | 10 | 11 | 12 | 13 | 14 |
| Equipo             |   |   |   |   |   |   |   |   |   |    |    |    |    |    |
| ------------------ | - | - | - | - | - | - | - | - | - | -- | -- | -- | -- | -- |
| Sporting           | 6 | 4 | 3 | 2 | 1 | 1 | 2 | 1 | 1 | 2  | 1  | 2  | 2  | 2  |
| Alajuelense        | 4 | 3 | 1 | 1 | 2 | 2 | 1 | 2 | 2 | 1  | 2  | 1  | 1  | 1  |
| Deportivo Saprissa | 3 | 1 | 2 | 4 | 3 | 3 | 3 | 4 | 4 | 4  | 4  | 4  | 3  | 4  |
| Tsunami Azul       | 7 | 7 | 7 | 7 | 7 | 7 | 7 | 7 | 7 | 7  | 7  | 7  | 7  | 7  |
| Municipal Pococí   | 1 | 2 | 4 | 5 | 6 | 6 | 6 | 6 | 6 | 6  | 6  | 6  | 6  | 6  |
| Puerto Viejo       | 5 | 6 | 6 | 3 | 4 | 5 | 5 | 3 | 3 | 3  | 3  | 3  | 5  | 3  |
| Desamparados PZ    | 8 | 8 | 8 | 8 | 8 | 8 | 8 | 8 | 8 | 8  | 8  | 8  | 8  | 8  |
| Dimas Escazú       | 2 | 5 | 5 | 6 | 4 | 4 | 4 | 5 | 5 | 5  | 5  | 5  | 4  | 5  |

## Tabla general
| Pos. | Equipo             | Pts. | PJ | G  | E | P  | GF | GC  | Dif. | Clasificación                |
| ---- | ------------------ | ---- | -- | -- | - | -- | -- | --- | ---- | ---------------------------- |
| 1    | L. D. Alajuelense  | 67   | 27 | 22 | 1 | 4  | 83 | 21  | +62  | Copa Interclubes de la Uncaf |
| 2    | Sporting F. C.     | 56   | 28 | 18 | 2 | 8  | 91 | 42  | +49  |                              |
| 3    | Deportivo Saprissa | 52   | 28 | 16 | 4 | 8  | 79 | 38  | +41  |                              |
| 4    | Dimas Escazú       | 52   | 28 | 16 | 4 | 8  | 72 | 38  | +34  |                              |
| 5    | Puerto Viejo F. C. | 41   | 28 | 12 | 5 | 11 | 61 | 50  | +11  |                              |
| 6    | Municipal Pococí   | 30   | 27 | 9  | 3 | 15 | 37 | 48  | −11  |                              |
| 7    | Tsunami Azul       | 17   | 27 | 4  | 5 | 18 | 27 | 71  | −44  | Descenso de categoría        |
| 8    | Desamparados PZ    | 3    | 27 | 1  | 0 | 26 | 8  | 164 | −156 | Descenso de categoría        |

 Fuente: UNIFFUT
Notas:
1. ↑  Alajuelense y Municipal Pococí, suspendieron el partido en la fecha 15 del campeonato del torneo apertura, declarando desierto dicho compromiso, por lo que ambos equipos no suman ningún punto.[9]
2. ↑  Alajuelense y Municipal Pococí, suspendieron el partido en la fecha 15 del campeonato del torneo apertura, declarando desierto dicho compromiso, por lo que ambos equipos no suman ningún punto.[9]
3. ↑  Se le revoca la licencia, debido a problemas administrativos con la UNIFFUT.[10]

## Resultados
- Los horarios corresponden al tiempo de Costa Rica (UTC-6).

| Jornada 1          | Jornada 1 | Jornada 1          | Jornada 1      | Jornada 1    | Jornada 1 | Jornada 1   | Jornada 1 |
| Local              | Resultado | Visitante          | Estadio        | Fecha        | Hora      | Transmisión |           |
| ------------------ | --------- | ------------------ | -------------- | ------------ | --------- | ----------- | --------- |
| Puerto Viejo F. C. | 1-1       | L. D. Alajuelense  | Puerto Viejo   | 10 de agosto | 13:00     |             |           |
| Dimas Escazú       | 1-0       | Sporting F. C.     | Nicolás Masís  | 10 de agosto | 20:00     |             |           |
| Tsunami Azul       | 0-1       | Deportivo Saprissa | Cacique Diría  | 11 de agosto | 14:00     |             |           |
| Municipal Pococí   | 6-0       | Desamparados PZ    | Ebal Rodríguez | 14 de agosto | 19:00     |             |           |

| Jornada 2         | Jornada 2 | Jornada 2          | Jornada 2      | Jornada 2    | Jornada 2 | Jornada 2   | Jornada 2 |
| Local             | Resultado | Visitante          | Estadio        | Fecha        | Hora      | Transmisión |           |
| ----------------- | --------- | ------------------ | -------------- | ------------ | --------- | ----------- | --------- |
| L. D. Alajuelense | 4-2       | Dimas Escazú       | Morera Soto    | 16 de agosto | 20:00     |             |           |
| Desamparados PZ   | 0-15      | Deportivo Saprissa | "Cuty" Monge   | 17 de agosto | 19:00     |             |           |
| Tsunami Azul      | 2-3       | Sporting F. C.     | Cacique Diría  | 18 de agosto | 13:00     |             |           |
| Municipal Pococí  | 2-2       | Puerto Viejo F. C. | Ebal Rodríguez | 18 de agosto | 15:00     |             |           |

| Jornada 3          | Jornada 3 | Jornada 3         | Jornada 3        | Jornada 3    | Jornada 3 | Jornada 3   | Jornada 3 |
| Local              | Resultado | Visitante         | Estadio          | Fecha        | Hora      | Transmisión |           |
| ------------------ | --------- | ----------------- | ---------------- | ------------ | --------- | ----------- | --------- |
| Puerto Viejo F. C. | 12-0      | Desamparados PZ   | Puerto Viejo     | 24 de agosto | 13:00     |             |           |
| Tsunami Azul       | 0-2       | L. D. Alajuelense | Cacique Diría    | 24 de agosto | 14:00     |             |           |
| Dimas Escazú       | 1-1       | Municipal Pococí  | Nicolás Masís    | 24 de agosto | 20:00     |             |           |
| Deportivo Saprissa | 1-2       | Sporting F. C.    | Ricardo Saprissa | 25 de agosto | 14:00     |             |           |

| Jornada 4          | Jornada 4 | Jornada 4          | Jornada 4      | Jornada 4       | Jornada 4 | Jornada 4   | Jornada 4 |
| Local              | Resultado | Visitante          | Estadio        | Fecha           | Hora      | Transmisión |           |
| ------------------ | --------- | ------------------ | -------------- | --------------- | --------- | ----------- | --------- |
| L. D. Alajuelense  | 3-2       | Deportivo Saprissa | Morera Soto    | 30 de agosto    | 20:00     |             |           |
| Puerto Viejo F. C. | 2-0       | Dimas Escazú       | Puerto Viejo   | 31 de agosto    | 13:00     |             |           |
| Desamparados PZ    | 0-10      | Sporting F. C.     | "Cuty" Monge   | 31 de agosto    | 19:00     |             |           |
| Municipal Pococí   | 0-0       | Tsunami Azul       | Ebal Rodríguez | 1 de septiembre | 13:00     |             |           |

| Jornada 5          | Jornada 5 | Jornada 5          | Jornada 5         | Jornada 5       | Jornada 5 | Jornada 5   | Jornada 5 |
| Local              | Resultado | Visitante          | Estadio           | Fecha           | Hora      | Transmisión |           |
| ------------------ | --------- | ------------------ | ----------------- | --------------- | --------- | ----------- | --------- |
| Dimas Escazú       | 13-0      | Desamparados PZ    | Nicolás Masís     | 6 de septiembre | 20:00     |             |           |
| Tsunami Azul       | 2-2       | Puerto Viejo F. C. | Cacique Diría     | 7 de septiembre | 15:00     |             |           |
| Deportivo Saprissa | 4-2       | Municipal Pococí   | Ricardo Saprissa  | 8 de septiembre | 16:00     |             |           |
| Sporting F. C.     | 4-1       | L. D. Alajuelense  | Ernesto Rohrmoser | 8 de septiembre | 18:00     |             |           |

| Jornada 6          | Jornada 6 | Jornada 6          | Jornada 6      | Jornada 6        | Jornada 6 | Jornada 6   | Jornada 6 |
| Local              | Resultado | Visitante          | Estadio        | Fecha            | Hora      | Transmisión |           |
| ------------------ | --------- | ------------------ | -------------- | ---------------- | --------- | ----------- | --------- |
| Municipal Pococí   | 0-1       | Sporting F. C.     | Ebal Rodríguez | 13 de septiembre | 19:00     |             |           |
| Puerto Viejo F. C. | 3-3       | Deportivo Saprissa | Puerto Viejo   | 14 de septiembre | 13:00     |             |           |
| Dimas Escazú       | 5-0       | Tsunami Azul       | Nicolás Masís  | 14 de septiembre | 16:00     |             |           |
| Desamparados PZ    | 0-6       | L. D. Alajuelense  | "Cuty" Monge   | 14 de septiembre | 19:00     |             |           |

| Jornada 7          | Jornada 7 | Jornada 7          | Jornada 7         | Jornada 7        | Jornada 7 | Jornada 7   | Jornada 7 |
| Local              | Resultado | Visitante          | Estadio           | Fecha            | Hora      | Transmisión |           |
| ------------------ | --------- | ------------------ | ----------------- | ---------------- | --------- | ----------- | --------- |
| Deportivo Saprissa | 2-2       | Dimas Escazú       | Ricardo Saprissa  | 20 de septiembre | 20:00     |             |           |
| Sporting F. C.     | 3-3       | Puerto Viejo F. C. | Ernesto Rohrmoser | 20 de septiembre | 20:00     |             |           |
| L. D. Alajuelense  | 7-0       | Municipal Pococí   | Morera Soto       | 20 de septiembre | 20:00     |             |           |
| Tsunami Azul       | 4-0       | Desamparados PZ    | Cacique Diría     | 22 de septiembre | 11:00     |             |           |

| Jornada 8          | Jornada 8 | Jornada 8          | Jornada 8         | Jornada 8        | Jornada 8 | Jornada 8   | Jornada 8 |
| Local              | Resultado | Visitante          | Estadio           | Fecha            | Hora      | Transmisión |           |
| ------------------ | --------- | ------------------ | ----------------- | ---------------- | --------- | ----------- | --------- |
| L. D. Alajuelense  | 0-1       | Puerto Viejo F. C. | Morera Soto       | 27 de septiembre | 20:00     |             |           |
| Desamparados PZ    | 0-8       | Municipal Pococí   | "Cuty" Monge      | 28 de septiembre | 19:00     |             |           |
| Sporting F. C.     | 5-3       | Dimas Escazú       | Ernesto Rohrmoser | 28 de septiembre | 20:00     |             |           |
| Deportivo Saprissa | 0-0       | Tsunami Azul       | Ricardo Saprissa  | 29 de septiembre | 15:00     |             |           |

| Jornada 9          | Jornada 9 | Jornada 9         | Jornada 9         | Jornada 9    | Jornada 9 | Jornada 9   | Jornada 9 |
| Local              | Resultado | Visitante         | Estadio           | Fecha        | Hora      | Transmisión |           |
| ------------------ | --------- | ----------------- | ----------------- | ------------ | --------- | ----------- | --------- |
| Deportivo Saprissa | 6-0       | Desamparados PZ   | Ricardo Saprissa  | 4 de octubre | 20:00     |             |           |
| Puerto Viejo F. C. | 3-2       | Municipal Pococí  | Puerto Viejo      | 5 de octubre | 12:00     |             |           |
| Sporting F. C.     | 7-0       | Tsunami Azul      | Ernesto Rohrmoser | 6 de octubre | 16:30     |             |           |
| Dimas Escazú       | 0-3       | L. D. Alajuelense | Nicolás Masís     | 8 de octubre | 18:00     |             |           |

| Jornada 10        | Jornada 10 | Jornada 10         | Jornada 10        | Jornada 10    | Jornada 10 | Jornada 10  | Jornada 10 |
| Local             | Resultado  | Visitante          | Estadio           | Fecha         | Hora       | Transmisión |            |
| ----------------- | ---------- | ------------------ | ----------------- | ------------- | ---------- | ----------- | ---------- |
| L. D. Alajuelense | 7-0        | Tsunami Azul       | Morera Soto       | 11 de octubre | 20:00      |             |            |
| Sporting F. C.    | 0-1        | Deportivo Saprissa | Ernesto Rohrmoser | 12 de octubre | 19:00      |             |            |
| Desamparados PZ   | 0-3        | Puerto Viejo F. C. | "Cuty" Monge      | 12 de octubre | 20:00      |             |            |
| Municipal Pococí  | 0-2        | Dimas Escazú       | Ebal Rodríguez    | 13 de octubre | 15:00      |             |            |

| Jornada 11         | Jornada 11 | Jornada 11         | Jornada 11        | Jornada 11    | Jornada 11 | Jornada 11  | Jornada 11 |
| Local              | Resultado  | Visitante          | Estadio           | Fecha         | Hora       | Transmisión |            |
| ------------------ | ---------- | ------------------ | ----------------- | ------------- | ---------- | ----------- | ---------- |
| Sporting F. C.     | 12-0       | Desamparados PZ    | Ernesto Rohrmoser | 18 de octubre | 20:00      |             |            |
| Dimas Escazú       | 1-0        | Puerto Viejo F. C. | Nicolás Masís     | 18 de octubre | 20:00      |             |            |
| Tsunami Azul       | 1-2        | Municipal Pococí   | Cacique Diría     | 20 de octubre | 11:00      |             |            |
| Deportivo Saprissa | 1-3        | L. D. Alajuelense  | Ricardo Saprissa  | 21 de octubre | 19:00      |             |            |

| Jornada 12        | Jornada 12 | Jornada 12         | Jornada 12     | Jornada 12     | Jornada 12 | Jornada 12  | Jornada 12 |
| Local             | Resultado  | Visitante          | Estadio        | Fecha          | Hora       | Transmisión |            |
| ----------------- | ---------- | ------------------ | -------------- | -------------- | ---------- | ----------- | ---------- |
| L. D. Alajuelense | 2-0        | Sporting F. C.     | Morera Soto    | 1 de noviembre | 20:00      |             |            |
| Tsunami Azul      | 0-3        | Puerto Viejo F. C. | Puerto Viejo   | 2 de noviembre | 12:00      |             |            |
| Desamparados PZ   | 0-3        | Dimas Escazú       | "Cuty" Monge   | 2 de noviembre | 19:00      |             |            |
| Municipal Pococí  | 0-2        | Deportivo Saprissa | Ebal Rodríguez | 3 de noviembre | 15:00      |             |            |

| Jornada 13         | Jornada 13 | Jornada 13         | Jornada 13        | Jornada 13     | Jornada 13 | Jornada 13  | Jornada 13 |
| Local              | Resultado  | Visitante          | Estadio           | Fecha          | Hora       | Transmisión |            |
| ------------------ | ---------- | ------------------ | ----------------- | -------------- | ---------- | ----------- | ---------- |
| L. D. Alajuelense  | 3-0        | Desamparados PZ    | Morera Soto       | 5 de noviembre | 20:00      |             |            |
| Tsunami Azul       | 0-3        | Dimas Escazú       | Cacique Diría     | 6 de noviembre | 19:00      |             |            |
| Deportivo Saprissa | 3-0        | Puerto Viejo F. C. | Ricardo Saprissa  | 6 de noviembre | 20:00      |             |            |
| Sporting F. C.     | 2-0        | Municipal Pococí   | Ernesto Rohrmoser | 7 de noviembre | 20:00      |             |            |

| Jornada 14         | Jornada 14    | Jornada 14         | Jornada 14     | Jornada 14      | Jornada 14 | Jornada 14  | Jornada 14 |
| Local              | Resultado     | Visitante          | Estadio        | Fecha           | Hora       | Transmisión |            |
| ------------------ | ------------- | ------------------ | -------------- | --------------- | ---------- | ----------- | ---------- |
| Dimas Escazú       | 1-1           | Deportivo Saprissa | Nicolás Masís  | 10 de noviembre | 14:00      |             |            |
| Puerto Viejo F. C. | 7-0           | Sporting F. C.     | Puerto Viejo   | 10 de noviembre | 14:00      |             |            |
| Municipal Pococí   | 2-1           | L. D. Alajuelense  | Ebal Rodríguez | 10 de noviembre | 14:00      |             |            |
| Tsunami Azul       | No programado | Desamparados PZ    |                |                 |            |             |            |

## Fase final

### Cuadro de desarrollo
|  | Semifinales 7 y 8 de diciembre (ida) 11 y 12 de diciembre (vuelta) | Semifinales 7 y 8 de diciembre (ida) 11 y 12 de diciembre (vuelta) | Semifinales 7 y 8 de diciembre (ida) 11 y 12 de diciembre (vuelta) | Semifinales 7 y 8 de diciembre (ida) 11 y 12 de diciembre (vuelta) | Semifinales 7 y 8 de diciembre (ida) 11 y 12 de diciembre (vuelta) |   |    | Final 15 de diciembre (ida) 21 de diciembre (vuelta) | Final 15 de diciembre (ida) 21 de diciembre (vuelta) | Final 15 de diciembre (ida) 21 de diciembre (vuelta) | Final 15 de diciembre (ida) 21 de diciembre (vuelta) | Final 15 de diciembre (ida) 21 de diciembre (vuelta) |
|  |                                                                    |                                                                    |                                                                    |                                                                    |                                                                    |   |    |                                                      |                                                      |                                                      |                                                      |                                                      |
|  | 1                                                                  | L. D. Alajuelense                                                  | 7                                                                  | 3                                                                  | 10                                                                 |   |    |                                                      |                                                      |                                                      |                                                      |                                                      |
|  | 4                                                                  | Deportivo Saprissa                                                 | 0                                                                  | 2                                                                  | 2                                                                  |   |    |                                                      |                                                      |                                                      |                                                      |                                                      |
|  |                                                                    |                                                                    |                                                                    |                                                                    |                                                                    |   | F1 | L. D. Alajuelense                                    | 1                                                    | 9                                                    | 10                                                   |                                                      |
|  |                                                                    | F2                                                                 | Puerto Viejo F. C.                                                 | 0                                                                  | 0                                                                  | 0 |    |                                                      |                                                      |                                                      |                                                      |                                                      |
|  | 2                                                                  | Sporting F. C.                                                     | 0                                                                  | 1                                                                  | 1                                                                  |   |    |                                                      |                                                      |                                                      |                                                      |                                                      |
|  | 3                                                                  | Puerto Viejo F. C.                                                 | 1                                                                  | 6                                                                  | 7                                                                  |   |    |                                                      |                                                      |                                                      |                                                      |                                                      |

### Semifinales

#### Sporting F. C. vs. Puerto Viejo F. C.
| 7 de diciembre | Puerto Viejo F. C. | 1:0 (1:0) | Sporting F. C. | Estadio Puerto Viejo, Puerto Viejo |  |
| 12:00          | Peralta 41'        | Reporte   |                |                                    |  |

| 11 de diciembre | Sporting F. C. | 1:6 (1:3) (Global 1:7) | Puerto Viejo F. C.                                                      | Estadio Ernesto Rohrmoser, Pavas |  |
| 20:00           | Sáenz 33'      | Reporte                | Peralta 7' 57' · Vargas 31' · Montero 40' · Cambronero 63' · Prieto 87' |                                  |  |

#### L. D. Alajuelense vs. Deportivo Saprissa
| 8 de diciembre | Deportivo Saprissa | 0:7 (0:4) | L. D. Alajuelense                                                                    | Estadio Ricardo Saprissa, Tibás |  |
| 15:15          |                    | Reporte   | Agüero 29' 35' · Scott 45' · Oporta 46' · Herrera 56' · Mesén 85' · Chinchilla 90+4' |                                 |  |

| 12 de diciembre | L. D. Alajuelense                 | 3:2 (2:1) (Global 10:2) | Deportivo Saprissa           | Estadio Alejandro Morera Soto, Alajuela |  |
| 19:00           | Arce 13' · Pinell 15' · Gómez 86' | Reporte                 | Alvarado 44' · Matarrita 76' |                                         |  |

### Final

#### L. D. Alajuelense vs. Puerto Viejo F. C.
| 15 de diciembre | Puerto Viejo F. C. | 0:1 (0:1) | L. D. Alajuelense | Estadio Puerto Viejo, Puerto Viejo |  |
| 13:00           |                    | Reporte   | Pinell 10'        |                                    |  |

| 21 de diciembre | L. D. Alajuelense                                                                                         | 9:0 (3:0) | Puerto Viejo F. C. | Estadio Alejandro Morera Soto, Alajuela |  |
| 19:00           | Mills 2' · Blanco 18' · Scott 46' · Fajardo 52' (a.g.) · Rangel 62' · Varela 65' 82' 90' · Valenciano 75' | Reporte   |                    |                                         |  |

### Plantilla del Campeón Nacional
- Noelia Bermúdez, Sianyf Agüero, Gabriela Cuevas, Emilie Valenciano, Sheika Scott, María Paula Arce, Natalia Mills, Alexa Herrera, Marilenis Oporta, Stephannie Blanco, Kenia Rangel, Dayanna Pérez, Ányela Mesén, Alexandra Pinell, Katherine Arroyo, Mariela Campos, Viviana Chinchilla, Keilyn Gómez, Yoanka Villanueva, Valery Sandoval, Sofía Varela, Kari Johnston
- DT: Wilmer López

|                           |
| Campeón L. D. Alajuelense |
| 9.to título               |

## Estadísticas

### Goleadoras
Se muestra un listado de las máximas goleadoras del Torneo Clausura.
| Jugadora         | Club               | Goles |
| ---------------- | ------------------ | ----- |
| Winibian Peralta | Puerto Viejo F. C. | 18    |
| Sofía Varela     | L. D. Alajuelense  | 13    |
| Hillary Bravo    | Dimas Escazú       | 8     |
| Thanicha Thomas  | Municipal Pococí   | 8     |
| Laura Vargas     | Puerto Viejo F. C. | 8     |
| Diana Vallejos   | Sporting F. C.     | 7     |
| Alexandra Pinell | L. D. Alajuelense  | 7     |
| Carolina Venegas | Deportivo Saprissa | 6     |
| María Figueroa   | Dimas Escazú       | 6     |

### Tripletes o más
| Fecha            | Jugadora                | Goles                                           | Local              |  | Resultado |  | Visitante          | Jornada      |
| ---------------- | ----------------------- | ----------------------------------------------- | ------------------ |  | --------- |  | ------------------ | ------------ |
| 17 de agosto     | Gloriana Villalobos     | 39' 60' 66'                                     | Desamparados PZ    |  | 0 - 15    |  | Deportivo Saprissa | 2            |
| 24 de agosto     | Yerli Rojas             | 5' 10' 20'                                      | Puerto Viejo F. C. |  | 12 - 0    |  | Desamparados PZ    | 3            |
| 24 de agosto     | Winibian Peralta        | 7' 74' 84'                                      | Puerto Viejo F. C. |  | 12 - 0    |  | Desamparados PZ    | 3            |
| 24 de agosto     | Laura Vargas            | 34' 65' 87'                                     | Puerto Viejo F. C. |  | 12 - 0    |  | Desamparados PZ    | 3            |
| 31 de agosto     | Yoselin Fonseca         | 6' 52' 56'                                      | Desamparados PZ    |  | 0 - 10    |  | Sporting F. C.     | 4            |
| 6 de septiembre  | María Fernanda Figueroa | 36' 54' 64' 85' 87'                             | Dimas Escazú       |  | 12 - 0    |  | Desamparados PZ    | 5            |
| 14 de septiembre | Alexandra Pinell        | 54' 76' 89'                                     | Desamparados PZ    |  | 0 - 6     |  | L. D. Alajuelense  | 6            |
| 20 de septiembre | Sofía Varela            | 38' 59' 74' 90'                                 | L. D. Alajuelense  |  | 7 - 0     |  | Municipal Pococí   | 7            |
| 22 de septiembre | Adriana Cambronero      | 28' 79' 90'                                     | Tsunami Azul       |  | 4 - 0     |  | Desamparados PZ    | 7            |
| 29 de septiembre | Thanicha Thomas         | 36' 54' 61' 64'                                 | Desamparados PZ    |  | 0 - 8     |  | Municipal Pococí   | 8            |
| 4 de octubre     | Valentina Fonseca       | 38' 56' 76'                                     | Deportivo Saprissa |  | 6 - 0     |  | Desamparados PZ    | 9            |
| 11 de octubre    | Katherine Arroyo        | Anotado · Anotado · Anotado                     | L. D. Alajuelense  |  | 7 - 0     |  | Tsunami Azul       | 10           |
| 18 de octubre    | Hillary Corrales        | Anotado · Anotado · Anotado                     | Sporting F. C.     |  | 12 - 0    |  | Desamparados PZ    | 11           |
| 10 de noviembre  | Winibian Peralta        | Anotado · Anotado · Anotado · Anotado · Anotado | Puerto Viejo F. C. |  | 7 - 0     |  | Sporting F. C.     | 14           |
| 21 de diciembre  | Sofía Varela            | 65' 82' 90'                                     | L. D. Alajuelense  |  | 9 - 0     |  | Puerto Viejo F. C. | Final Vuelta |